# Історія Асі Клячиної, яка любила, та не вийшла заміж
«Історія Асі Клячиної, яка любила, та не вийшла заміж» (рос. История Аси Клячиной, которая любила, да не вышла замуж, інша назва «Асино счастье») — радянський чорно-білий художній фільм Андрія Кончаловського, знятий в 1967 році, проте вийшов у прокат лише 20 років по тому.

## Сюжет
Городянин Чиркунов приїжджає в рідний колгосп і робить пропозицію кухарці Асі, в яку давно закоханий. Але вона відмовляється — вона не кохає Чиркунова, а кохає шофера Степана, від якого вагітна. Сам Степан до неї майже байдужий.

## У ролях
- Ія Саввіна —  Ася Клячина
- Геннадій Єгоричев —  Чиркунов
- Олександр Сурін —  Степан
- Михайло Кислов — епізод
- Іван Петров — епізод
- Любов Соколова —  Марія, мати Мішаньки
- Борис Парфьонов — епізод
- Сергій Парфьонов — епізод
- Микола Погодін — епізод

## Знімальна група
- Режисер постановник — Андрій Кончаловський
- Сценарист — Юрій Клепіков
- Головний оператор —  Георгій Рерберг
- Головний художник —  Михайло Ромадін
- Звукооператорка — Раїса Маргачова
- Режисерка — М. Заржицька
- Оператор —  Георгій Рерберг
- Художник — Л. Наппельбаум